# Casas Novas (Carballo)
Casas Novas (en gallego y oficialmente, As Casas Novas) es una aldea española situada en la parroquia de Berdillo, del municipio de Carballo, en la provincia de La Coruña, Galicia.

## Historia
La aldea es mencionada por Pascual Madoz en su Diccionario geográfico-estadístico-histórico de España y sus posesiones de ultramar como Casas-Novas.

## Demografía
| Gráfica de evolución demográfica de Casas Novas entre 2000 y 2022 |
|                                                                   |
| Datos según el nomenclátor publicado por el INE.                  |